# Mar (Cantabria)
Mar es una localidad perteneciente al municipio de Polanco, al norte de la comunidad autónoma de Cantabria (España). Está a 2 kilómetros al norte de Polanco (capital municipal), junto a la carretera nacional que se dirige a Santander. 

## Población
La localidad cuenta con 578 habitantes (INE, 2017), que se reparten en los barrios de Campón, La Cantera, Mies del Valle, Mar, Rolisas y Ventorro. La altitud de Mar es de 15 metros sobre el nivel del mar. Celebra las fiestas de san Miguel el 29 de septiembre. De su patrimonio arquitectónico destaca la casona de Díaz Cacho, de estilo barroco, y la ermita de san Miguel.

## Sitios de Interes
- Santillana del Mar : a 8.22 KM
- Comillas : a 23.65 KM
- San Vicente de la Barquera : a 31.86 KM
- Barcena Mayor : a 33.62 KM
- Potes : a 56.57 KM[1]